# Distrito electoral de Winchester n.º 1
Winchester No. 1 (en inglés: Winchester No. 1 Precinct) es un distrito electoral ubicado en el condado de Scott en el estado estadounidense de Illinois. En el Censo de 2010 tenía una población de 347 habitantes y una densidad poblacional de 7,14 personas por km².

## Geografía
Winchester n.º 1 se encuentra ubicado en las coordenadas 39°40′8″N 90°23′33″O / 39.66889, -90.39250. Según la Oficina del Censo de los Estados Unidos, Winchester n.º 1 tiene una superficie total de 48.63 km², de la cual 48.58 km² corresponden a tierra firme y (0.11%) 0.05 km² es agua.

## Demografía
Según el censo de 2010, había 347 personas residiendo en Winchester n.º 1. La densidad de población era de 7,14 hab./km². De los 347 habitantes, Winchester n.º 1 estaba compuesto por el 98.85% blancos, el 0% eran afroamericanos, el 0% eran amerindios, el 0% eran asiáticos, el 0% eran isleños del Pacífico, el 1.15% eran de otras razas y el 0% pertenecían a dos o más razas. Del total de la población el 1.15% eran hispanos o latinos de cualquier raza.